# Station Okmiany
Station Okmiany is een spoorwegstation in de Poolse plaats Okmiany.